# Machangyuan-Stätte
Machangyuan (chinesisch 马厂塬遗址, Pinyin Mǎhǎnyuán yízhǐ, englisch Machangyuan Site – „Machangyuan-Stätte“) ist eine archäologische Stätte des späten Neolithikums am Oberlauf des Gelben Flusses (Huang He) im Autonomen Kreis Minhe der Hui und Tu in der nordwestchinesischen Provinz Qinghai. Die Stätte wurde früher der Majiayao-Kultur zugerechnet, heute der Banshan-Machang-Kultur.
Sie wurde zuerst im Herbst 1924 entdeckt und wird nach archäologischen Untersuchungen auf die Zeit von 2200 bis 2000 v. Chr. datiert.
Sie steht seit 1988 auf der Liste der Denkmäler der Volksrepublik China (3-191).